# Уильямс, Берт
Берт Фредерик Уильямс (31 января 1920, Брэдли, Стаффордшир — 19 января 2014, Вулвергемптон, Уэст-Мидлендс) — английский футбольный вратарь по прозвищу «кот». Он провёл большую часть своей игровой карьеры в «Вулверхэмптон Уондерерс», с которыми выиграл чемпионат и Кубок Англии. На момент его смерти Уильямс был самым старым живым игроком сборной Англии.

## Ранняя карьера
Уильямс начал играть в футбол в составе «Блистона». Затем он получил шанс сыграть за резервы «Уолсолла», будучи игроком «Томпсонз», любительской команды местного завода, где он работал. Он подписал контракт с «Уолсоллом» на постоянной основе и дебютировал за клуб в апреле 1937 года.
Начало Второй мировой войны прервало прогресс футболиста после двух сезонов игры, он присоединился к Королевским ВВС, а также работал в качестве инструктора физической культуры. В ходе выполнения своих обязанностей он нашёл время сыграть как гость за «Ноттингем Форест» и «Челси» в товарищеских матчах.

## «Вулверхэмптон» и сборная Англии
После войны Уильямс возобновил свою карьеру, подписав в сентябре 1945 года контракт с клубом Первого дивизиона «Вулверхэмптон Уондерерс» за £ 3500. Он сразу же стал первым голкипером на «Молинью», официально дебютировав, когда 31 августа 1946 года были возобновлены матчи Футбольной лиги. «Волки» одержали победу над «Арсеналом» со счётом 6:1, в этой игре также дебютировал товарищ по команде Уильямса, Джонни Хэнкокс.
Он завоевал свой первый трофей в 1949 году, команда заполучила кубок Англии после победы над «Лестер Сити». Его роль в победе была признана вызовом в сборную Англии в конце месяца, он дебютировал 22 мая 1949 года в товарищеском матче против Франции, Англия выиграла со счётом 3:1. Он был взят на чемпионат мира по футболу 1950, и сыграл на том турнире против США, итогом было неожиданное поражение Англии с минимальным счётом.
Он выиграл чемпионский титул с «волками» в 1953/54 сезоне. В общей сложности он сыграл 420 матчей за клуб.

## После окончания карьеры
После окончания своей футбольной карьеры он содержал спортивный магазин в Билстоне и спортивный центр, а жил рядом с Шифналом в Шропшире.
В 2010 году Уильямс был награждён орденом Британской империи за заслуги в футболе и благотворительность.